# Knezoškofija Utrecht
Knezoškofija Utrecht (1024–1528) je bila cerkvena kneževina Svetega rimskega cesarstva v Nizozemskih deželah, v današnji Nizozemski. Od leta 1024 do 1528 so kot eni od knezoškofij Svetega rimskega cesarstva vladali utrechtski škofje. Utrechtske knezoškofije se ne sme zamenjevati s škofijo Utrecht, ki je segala izven knežje škofije in nad katero je škof izvajal duhovno oblast.
Leta 1528 je Karel V. sekulariziral knezoškofijo in škofu odvzel posvetno oblast.

## Zgodovina

### Ustanovitev
Utrechtska škofija je bila ustanovljena leta 695, ko je papež Sergij I. v Rimu posvetil svetega Wilibrorda za frizijskega škofa. S soglasjem frankovskega vladarja Pipina Herstalskega se je naselil v stari rimski utrdbi v Utrechtu. Po Wilibrordovi smrti je škofija močno trpela zaradi vpadov Frizijcev,  in kasneje Vikingov. Ali bi Wilibrorda lahko imenovali za prvega utrechtskega škofa, je dvomljivo; kot poudarja James Palmer, "ni bilo pravega koncepta dobro opredeljene škofije vsaj do dni Alberica (775–784)". In čeprav se sveti Bonifacij v svojih hagiografijah omenja kot Wilibrordov naslednik (in se Gregor Utrechtski omenja kot naslednik Wilibrorda in Bonifacija), to ne pomeni nujno "naslednika kot škofa", temveč da nasledili so drug drugega kot misijonarji pri Frizijcih. 

### Knezoškofija Utrecht
Boljši časi so nastopili v času vladavine saških cesarjev, ki so pogosto klicali utrechtske škofe na cesarske zbore in zbore. Leta 1024 so škofje postali knezi Svetega rimskega cesarstva in ustanovljena je bila nova knezoškofija Utrecht. Posvetno ozemlje, nad katerim je vladala, je bilo znano kot Sticht Utrecht ali Het Sticht (sticht je bil vsak kos zemlje, ki mu je upravljal škof ali opat). To ozemlje je bilo razdeljeno na Nedersticht (Spodnji Sticht, ki približno ustreza današnji provinci Utrecht) in Oversticht (Zgornji Sticht, ki zajema današnje province Overijssel, Drenthe in del Groningena). Utrechtski škofje so torej svojo suverenost pridobili med 11. stoletjem (ko so od nemških kraljev prejeli kraljeve in grofovske pravice) in 13. stoletjem (ko so fevdalne upravne strukture vse bolj nadomeščali z uradno oblastjo). Od začetka 8. stoletja so imeli škofje imunitetne pravice do alodijev (lastne lastnine), ki so jim bile dane, kar pomeni, da kraljevi grofje v njej niso smeli delovati po uradni dolžnosti.
Nasledniki Karla Velikega so velike dele imperija dali cerkvenim knezom, da bi tvorili protiutež svojim močnim vazalom. Leta 1122 je bila z Wormskim konkordatom razveljavljena cesarjeva investiturna pravica, stolni kapitelj pa je dobil pravico voliti škofa. Vendar je bilo to pravico kmalu dolžno deliti s štirimi drugimi kolegijskimi kapitlji v mestu. Tudi grofje Holandski in Gelderski, med ozemlji katerih ležijo dežele utrechtskih škofov, so si prizadevali pridobiti vpliv na zapolnitev škofovskega sedeža. To je pogosto povzročalo spore in posledično se je Sveti sedež pogosto vmešaval v volitve. Po sredini 14. stoletja so papeži večkrat neposredno imenovali škofa, ne glede na pet kapitljev. Bila je del spodnjega rensko-vestfalskega kroga

#### Posestna rast knezoškofije
Seznam donacij posesti in pravic:
- Utrecht in Vechten (potrjeno leta 723)[2]
- Leusden in štirje gozdovi v Eemlandu leta 777[3]
- Sveti Odiliënberg - limburški Berg
- Wildban v Drentheju 944[4]
- Posest v Loenen in Eck v letih 949/953[5]
- Veliko območje kraljeve divjine med leti 948/953
- Muiden leta 975
- Posest v Tielu in Arkelu leta 999
- Vollenhove leta 1010
- Škof Adelbold II. je leta 1024 postal grof v grofiji Drenthe in tako postavil temelje cerkveni kneževini. (Leta 1046 je bila ta pravica potrjena.)
- Škof Adelbold II. je leta 1026 prejel še grofovske pravice v gospostvu Teisterbant
- Leta 1040 je cesar Henrik III. Nemški podaril zemljiško posest ležečo v grofiji Drenthe imenovano "Cruoninga", ki je pripadla katedrali sv.Martina v Utrechtu. Mesto Groningen, ki je zraslo na tem mestu, je vodil prefekt, ki ga je imenoval škof in je prebival v Groningenu.
- Škof Bernold je postal grof na vzgodnem bregu Zuiderzee leta 1042 in  grof Hamalandski leta 1046.
- Škof Viljem I. je postal grof v Zahodni Friziji leta 1064.
- Škof Konrad Švabski je postal grof Stavorena leta 1077, grof v Oostergouw in Westergouw leta 1086 ter grof IJselgouwa leta 1086.

Škofje so s svojo posestjo upravljali po imenovanih skrbnikih in fevdnih grofih.
Leta 1527 je škof prodal svoja ozemlja in s tem svojo posvetno oblast cesarju Svetega rimskega cesarstva Karlu V. in kneževina je postala sestavni del habsburških gospoščin. Kapitlji so prenesli svojo pravico do izvolitve škofa na Karla V. in njegovo vlado, s čimer je pod političnim pritiskom  plenjenja Rima privolil papež Klement VII .

### Zaton knezoškofije po 12. stoletju
Utrechtski knezoškof je bil šibak fevdalec. Njegova posest je ležala med ambicioznimi holandskimi grofi in vojvodami Gelderskimi na eni strani ter pogosto uporniškimi meščani mesta Utrecht in prepirljivimi gospodi gradiščani utrechtskimi na drugi strani. Če pogledate posest utrechtskega škofa na zemljevidu, boste videli, da je svojo oblast ohranil predvsem z gradnjo gradov na jugu in vzhodu sedanje province Utrecht. Vollenhove z gradom je bilo najpomembnejše upravno središče v Gornji knezoškofiji. Oblast škofa v Drentheju je bila izjemno šibka. Poraz, ki ga je utrpel cesar Svetega rimskega cesarstva v 11. in 12. stoletju med investiturnim bojem proti papežu, je dolgoročno negativno vplivala na ozemeljsko moč škofov na splošno in še posebej na moč Utrechta. Ko je cesar prenehal imenovati škofa, ni imel več interesa podpirati škofa.
V primeru knezoškofije Utrecht sta bila Holandija in Gelders tista, ki bosta počasi, a zanesljivo uničila škofijo. Gelders je pridobil Veluwe, in tako odrezal Gornjo knezoškofijo (Overijssel in Drenthe) od Spodnje knezoškofije (sedanja provinca Utrecht). Zato je bilo za utrechtskega škofa vse težje uveljaviti svojo oblast nad fevdalcem, kot je gradiščan vikont van Coevordena ali mestom kot je Groningen.
Poleg tega so imele knezoškofije Ahilovo peto. O dednem nasledstvu seveda ni moglo biti govora, zato je bilo imenovanje novega škofa vedno občutljivo vprašanje. Sosednji grofje in vojvode so se z veseljem vključili. Teoretično bi po papeški zmagi leta 1122 kapitelj škofije – brez vmešavanja cesarja – predlagal kandidata, ki bi ga nato lahko potrdil papež. V praksi je bil kapitelj pod močnim pritiskom sosednjih fevdalnih vladarjev. Ti gospodje niso imeli interesa za nedotaknjeno škofijo, tako kot cesarja v preteklosti. Nasprotno, želeli so si prilastiti dele škofijskega ozemlja.
Holandski grof Floris V. je škofu okoli leta 1270 zavzel Amstelland, Waterland, het Gooi in Woerden, kar je na koncu privedlo do bitke okoli leta 1300, v kateri je bil škof ubit, njegove vojske v Overijsslu pa so bile razbite. To je bil zaključek holandskega vpliva na škofijo. Sredi petnajstega stoletja je škofu Davidu Burgundskemu uspelo, da je dežele gospodov Gaasbeek na jugu Nederstichta znova spravil pod svojo oblast. Sam se je preselil na njihov grad v kraju Wijk bij Duurstede.
Mesto in Ommelanden, dve politični enoti, ki sta se imeli za neodvisni druga od druge, sta se vedno šteli za del frizijskega združenja Opstalboom, kadar koli jima je bilo všeč. Poistovetenje s Frizijo in tako imenovana frizijska svoboda, kjer ni bil priznan noben zemljiški gospod in je obstajala zgodnja oblika demokratične samouprave, je Groningenu dalo možnost pridobiti vpliv v Friziji in ignorirati škofa. Zadnji škofovski prefekt v Groningenu se prikaže v delih iz leta 1321. Mesto Groningen se je ločilo od škofovske oblasti in kot svobodno cesarsko mesto poskušalo pridobiti oblast v Friziji in samem Ommelandenu, čeprav tega položaja cesar ni nikoli priznal. Kasneje, v poznem 15. stoletju, je Stad en Ommeland prišel pod vpliv grofov Vzhodne Frizije in sčasoma grofov Burgundije. Uporniški Drenthe je leta 1227 premagal škofovsko vojsko tako, da jih je zvabil v močvirje blizu kraja Ane pri Coevordenu. Med padlimi vitezi je bil tudi škof Otto van Lippe, ki je, medtem ko so druge plemiče kmetje pobijali z roglji in šibami, škofovsko glavo tako globoko tiščal v blato, da je odpovedal duhu. Izročilo, ki pravi, da je bilo tistega dne ubitih 5000 vitezov in vojakov knezoškofije, bo pretirano. Morda jih je bilo 50 ali celo 500. Toda udarec osrednjim oblastem v knezoškofiji tistega dne je bil nepopravljiv. 
Leta 1439 si je vse močnejša Burgundija prilastila pravico do pokroviteljstva škofije. V sredo, 21. oktobra 1528, je škof Hendrik van Beieren, stisnjen v kot zaradi uporov v svojem škofovskem mestu in poražen v vojni z vojvodino Gelders, predal posvetno oblast v Stichtu in Overstichtu cesarju Karlu V. kot gospostvo Utrechta .

### Konec
Utrechtsko knezoškofijo so leta 1528 osvojile habsburške čete. Jugozahodno osrednje ozemlje Nedersticht okoli mesta Utrecht je postalo gospostvo Utrecht, medtem ko se je južni del Overstichta spremenil v gospostvo Overijssel. Severni deli so bili leta 1536 priključeni kot grofija Drenthe .

## Knezoškofje
- Adalbold II. (1010–1026)
- Bernold (1026/7–1054)
- Viljem I. (1054–1076)
- Konrad (1076–1099)
- Burchard (1100–1112)
- Godbald (1114–1127)
- Andreas van Cuijk (1127/8–1139)
- Hartbert (1139–1150)
- Herman Horneški (1151–1156)
- Godfried Rhenenski (1156–1178)
- Baldwin II. Holandski (1178–1196)
- Arnold I. Isenburški (1196–1197)
- Dirk Holandski (1197)
- Dirk Areški (van Ahr) (1197/8–1212)
- Oton I. Gelderski (1212–1215)
- Oton II. Lippe (1216–1227)
- Wilbrand Oldenburški (1227–1233)
- Oton III. Holandski (1233–1249)
- Gozewijn Amstelski (Randeratski) (1249–1250)
- Henrik I. Viandenski (1250/2–1267)
- Janez I. Nassauski (1267–1290)
- Janez II. Sierkški (1290–1296)
- Viljem II. Berthoutski (1296–1301)
- Guy Avenneški (1301–1317)
- Friderik II. Sierkški (1317–1322)
- Jakob Oudshoornski (1322)
- Janez III. Diestski (1322–1340)
- Janez IV. Arkelski (1342–1364)
- Janez V. Virneburški (1364–1371)
- Arnold II. Hornski (1371–1379)
- Floris Wevelinkhovenski (1379–1393)
- Friderik III. Blankenheimski (1393–1423)
- Rudolf Diepholtski (1423–1455)
- Zweder Culemborški (1425–1433)
- Walraven Meursški (1434–1448)
- Gijsbreht Brederodski (1455–1456)
- David Burgundski (1456–1496)
- Friderik IV. Badenski (1496–1517)
- Filip Burgundski (1517–1524)
- Henrik Pfalški (1524–1529)